# Philip Jones Brass Ensemble
Das Philip Jones Brass Ensemble (PJBE) war ein Blechbläserensemble, das 1951 von Philip Jones in England gegründet wurde und großen Einfluss auf die Blechbläsermusik hatte. Es bildete den Grundstock für die Entwicklung von ähnlichen, hochstehenden Ensembles wie Canadian Brass, Empire Brass, German Brass, Swiss Brass Consort und vielen mehr. Es wurde 1986 aufgelöst, jedoch gründete sich aus seinen Mitgliedern das Ensemble London Brass.

## Geschichte und Repertoire
Philip Jones (1928–2000) war ein Trompeter, der bei bedeutenden Londoner Orchestern spielte. Er begann seine Karriere beim Covent Garden Orchestra im Jahre 1948. Die Idee, ein Blechbläserensemble zu gründen, kam Philip Jones, während er als junger Trompeter in diesem Orchester die unzähligen Takte zählte, in denen er nichts zu tun hatte.

„Ich saß rund zwei Jahre im Orchestergraben an Covent Garden, nachdem ich die Hochschule verlassen hatte. Ich langweilte mich riesig, im Hintergrund zu sitzen und allenfalls 15 Minuten am Abend zu spielen, und das nur, wenn es der Komponist gut mit mir meinte“

## 1950er und 1960er Jahre
Im Jahre 1951 gründete Jones das nach ihm benannte Philip Jones Brass Ensemble. Zu Beginn bestand das PJBE aus einem Quintett (zwei Trompeten und drei Posaunen) für Renaissance- und Barockmusik sowie einem Quartett (zwei Trompeten, Horn und Posaune) für neue Musik. Das PJBE formierte sich aus Mitgliedern der führenden Londoner Orchester.
Ab 1961 bildeten Philip Jones und Elgar Howarth (Trompeten), Ifor James (Horn), John Iveson (Posaune) und John Fletcher (Tuba) ein Brass-Quintett. Zu Beginn der 1970er Jahre wurde das PJBE zu einer Konzerttournee in die Schweiz eingeladen (Philip Jones Ehefrau Ursula Strebi war Schweizerin). Der Konzertorganisator suchte jedoch etwas größeres als ein Quintett, worauf weitere Musiker hinzugezogen wurden: Michael Laird (Trompete), Roger Brenner, Eric Crees, David Purser (Posaune) und Raymond Premru (Bassposaune). John Iveson war bei dieser Tournee in der Schweiz nicht dabei.
Nach dieser Tournee wurde das PJBE durch eine vierte Trompete ergänzt. Seither spielte das PJBE in seiner typischen Besetzung mit vier Trompeten, einem Horn, vier Posaunen und einer Tuba. Das Ensemble war jedoch für jede Art von Musik flexibel in seiner Besetzung. So spielte es für Mussorgskis Bilder einer Ausstellung in einer über dreißigköpfigen Besetzung oder für die CD mit Märschen des bekannten amerikanischen Komponisten John Philip Sousa in einem speziell zusammengestellten „Philip Jones Wind Ensemble“ (Blasorchester).
Das Ensemble spielte vorwiegend Barockmusik für Blechbläser, speziell Werke von Giovanni Gabrieli und Johann Pezelius. Während der ersten Jahre – in den 1960er und 70er Jahren – war das Ensemble sehr gefragt für Aufführungen von Chorwerken von Monteverdi und anderen Komponisten. In dieser Zeit entstand eine rege Zusammenarbeit mit dem London Bach Choir.

## 1970er und 1980er Jahre
Da kaum Literatur für diese Besetzung vorhanden war, musste das Repertoire aus der Renaissance bis hin zur zeitgenössischen Musik arrangiert bzw. komponiert werden. Unter den Komponisten und Arrangeuren für das PJBE sind unter anderem: Ray Premru, Elgar Howarth, John Iveson, Stephen Dogson, Jan Koetsier, John McCabe und Victor Ewald.
Eines der bedeutendsten Auftragskompositionen des PJBE war das Werk „Divertimento“ des amerikanischen Komponisten und Bassposaunisten des PJBE Raymond Premru aus dem Jahre 1976. Bekannt ist auch Chris Hazells viersätziges Werks „Brass Cats Suite“, in welchem der Komponist jede seiner vier Katzen musikalisch porträtiert.
Ein großer Teil des Repertoires des PJBE waren Transkriptionen bekannter klassischer Werke, unter anderem Elgar Howarths Arrangement von Modest Mussorgskis „Bilder einer Ausstellung“, welches das PJBE 1979 uraufführte und aufnahm. Das Ensemble beauftragte jedoch auch Komponisten wie Hans Werner Henze, Richard Rodney Bennett und Toru Takemitsu mit neuen Werken. Toru Takemitsus Werk „Garden Rain“ war das erste Werk für die typische Besetzung des PJBE (vier Trompeten, Horn, vier Posaunen und Tuba). „Garden Rain“ wurde später auch für Brass Band umgeschrieben und von der Grimethorpe erstmals aufgenommen.
Kompositionen und Arrangements, die für das Philip Jones Brass Ensemble entstanden sind, wurden von Elgar Howarth und Philip Jones in der Serie „Just Brass“ bei Chester Music London editiert und publiziert. Mit dieser Serie wurde ein Instrument für die Entwicklung und Verbreitung für Bläserensembles geschaffen.
Erfolgreiche Tourneen durch Japan, den Mittleren und Fernen Osten, Australien und Europa zeugen von ihrer Tätigkeit und hinterließen eine große Fangemeinde. Das Ensemble ging regelmäßig einmal im Jahr auf Europa-Tournee, jedes zweite Jahr in die USA und nach Japan und trat bei großen internationalen Festivals auf. Das Ensemble spielte für Papst Johannes Paul II. bei dessen Englandbesuch im Mai 1982 in der Canterbury und der Westminster Cathedral. Das Philip Jones Brass Ensemble war das erste Blechbläserensemble, welches in den weltbekanntesten und größten Konzerthallen auftrat und damit weltweiten Ruhm erlangte. Außerdem registrierte das PJBE als erstes Blechbläserensemble bei den bekanntesten Plattenlabels Aufnahmen. Insgesamt entstanden über 60 Aufnahmen.
Nachdem Philip Jones 1986 versehentlich mit seinem Wagen seinen Trompetenkoffer überrollte, entschloss er sich, von der Konzertbühne Abschied zu nehmen. In der Folge löste sich das Ensemble auf.

## Weiterführung als London Brass
Roger Harvey und David Purser beschlossen, die entstandene Lücke zu füllen, und gründeten im Jahre 1986 ein Nachfolge-Ensemble unter dem Namen London Brass. Zu den Gründungsmitgliedern von London Brass zählten:
- Rod Franks (Trompete)
- Nigel Gomm (Trompete)
- Mark Bennett (Trompete)
- Robert Farley (Trompete)
- Frank Lloyd (Horn)
- Roger Harvey (Posaune)
- David Purser (Posaune)

## Mitglieder
Dirigent (nur bei größeren Projekten)
- Elgar Howarth
- John Iveson

Trompete
- Philip Jones
- Elgar Howarth
- John Wilbraham
- Michael Laird
- Howard Snell
- Norman Archibald
- Lawrence Evans
- Graham Whiting
- Peter Reeve
- John Wallace
- James Watson
- Maurice Murphy
- Stanley Woods
- William Houghton
- Paul Archibald
- Harry Dilley
- Joseph Atkins
- Nigel Gomm
- John Miller
- Rod Franks
- Graham Ashton

Horn
- Ifor James
- Anthony Randall
- John Pigneguy
- James Buck
- Julian Baker
- Anthony Chidell
- Christian Rutherford
- Frank Ryecroft
- Patrick Steevens
- Frank Lloyd
- James Handy

Posaune
- Raymond Premru
- Raymond Brown
- Roger Brenner
- John Iveson
- Harold Nash
- David Purser
- Eric Crees
- Denis Wick
- Peter Gane
- Peter Harvey
- David Moore
- Derek James
- Colin Sheen
- Stephan Saunders
- David Stewart
- Roger Harvey
- Christopher Mowat
- Christoph Steele-Perkins

Tuba
- John Fletcher
- John Jenkins
- James Gourlay
- James Anderson

Perkussion
- James Holland
- Alan Cumberland
- David Corkhill
- Carry Kettel
- Michael Skinner
- Norman Taylor
- Stephen Henderson
- David Johnson
- Robert Howarth

## Diskographie
- 1965: The Glory of Venice
- 1965: Brass (no. 3 in Families of Orchestra series)
- 1968: Voices and Brass
- 1968: Glad Tidings
- 1969: Henze: Essay on Pigs
- 1969: Strings and Brass
- 1970: Brass now and then
- 1970: Music for the Kings and Queens of England
- 1970: Just Brass
- 1970: Schutz: The Christmas Story (Motets for Double Choir)
- 1971: Henze: The tedious Way of the Place of Natasha Ungeheuer
- 1972: Christmas in Venice
- 1972: Robert Suter
- 1972: Hymns for all Season
- 1972: Justin Connolly
- 1972: Classics for Brass
- 1973: Bruckner Mass in E-Minor
- 1974: Monteverdi: Vespers (1610)
- 1974: Golden Brass
- 1974: Gustav Holst: Choral Music
- 1974: The Art of Toru Takemitsu
- 1974: The Philip Jones Brass Ensemble plays
- 1974: Stravinsky
- 1975: PJBE in Switzerland
- 1975: Renaissance Brass
- 1975: Purcell
- 1976: Divertimento
- 1976: Carols for Choirs
- 1976: Fanfare
- 1977: Anthony Payne: Phoenix Mass
- 1977: Pictures at an Exhibition
- 1978: Barouque Brass
- 1978: Easy Winners
- 1979: Modern Brass
- 1979: Festive Brass
- 1979: Romantic Brass
- 1980: Bach Choir Family Carols
- 1980: Langlais: Mass
- 1980: La Battaglia
- 1980: Hindemith: Concert Music
- 1981: Focus on PJBE
- 1981: Tug of War – Paul McCartney
- 1981: Toccata and Fugue
- 1981: Handel
- 1982: Noel
- 1982: The Gabrielis in Venice
- 1982: Celebration
- 1982: John Paul II the Pilgrim Pope
- 1983: PJBE French Collection
- 1983: Sousa Marches [Philip Jones Wind Ensemble]
- 1983: Gloria – Sacred Music of John Rutter
- 1983: I was glad
- 1984: Brass at Walhalla
- 1984: Musik in der Kartause Ittingen
- 1984: Give My Regards to Broad Street
- 1985: Lollipops
- 1985: International Marches
- 1985: West Side Story
- 1986: Gabrieli
- 1986: Renaissance and Baroque Music
- 1986: PJBE Finale
- Greensleeves
- British Music for Brass
- Baroque Brass
- Festliche Trompetenmusik
- Renaissance Concert
- Music of the Courts of Europe
- Great Marches
- French Concert
- Encores
- Baroque Concert
- The Glory of Venice (with Kings College Chor)
- PJBE Edition
- Stereo Laboratory: Philip Jones Brass Ensemble
- Weekend Brass: Trumpet Voluntary
- Greatest Hits
- The 20th Century Album
- PJBE Live
- PJBE Live 2 (Pictures at an Exhibition)